# Dempo Sports Club
Maillots
Le Dempo Sports Club de Goa Margao (en konkani et en hindi : डेम्पो स्पोर्ट्स क्लब), plus couramment abrégé en Dempo SC, est un club indien de football fondé en 1961 et basé dans la ville de Margao, dans l'État de Goa.

## Historique
- 1961 : fondation du club sous le nom de Clube Desportivo de Bicholim
- 1966 : le club est renommé Dempo-Souza SC
- 1968 : le club est renommé Dempo SC

## Palmarès
| Compétitions nationales | Compétitions régionales                                                      |                                                                                   |
| --- | ---------------------------------------------------------------------------- | --------------------------------------------------------------------------------- |
| \| - Championnat d'Inde (4) : - Champion : 2004-05, 2006-07, 2007-08, 2009-10 et 2011-12. - Vice-champion : 2003-04. - Coupe d'Inde (1) : - Vainqueur : 2004. - Finaliste : 1996 et 2001. \| \| - Supercoupe d'Inde (2) : - Vainqueur : 2008 et 2010. - Finaliste : 2005 et 2007. \| | - Goa Professional League (5) : - Champion : 2005, 2007, 2009, 2010 et 2011. |                                                                                   |
| - Championnat d'Inde (4) : - Champion : 2004-05, 2006-07, 2007-08, 2009-10 et 2011-12. - Vice-champion : 2003-04. - Coupe d'Inde (1) : - Vainqueur : 2004. - Finaliste : 1996 et 2001.                                                                                               |                                                                              | - Supercoupe d'Inde (2) : - Vainqueur : 2008 et 2010. - Finaliste : 2005 et 2007. |

## Personnalités du club

### Présidents
- Srinivas Dempo

### Entraîneurs
- Armando Colaco (juin 2000 - 2013)
- Arthur Papas (juin 2013 - mars 2015)
- Trevor Morgan (mars 2015 - novembre 2015)
- Mauricio Afonso (novembre 2015 - juillet 2017)
- Samir Naik (juillet 2017 - )